# Applied Technologies Computer In a Book
Applied Technologies Computer In a Book (Computer In a Book) је био професионални рачунар фирме Applied Technologies који је почео да се производи у Аустралији од 1985. године.
Користио је Z80A као микропроцесор. RAM меморија рачунара је имала капацитет од 64 KB. 
Као оперативни систем кориштен је CP/M.

## Детаљни подаци
Детаљнији подаци о рачунару Computer In a Book су дати у табели испод.
|                       |                                                                    |
| [ 1 ]                 |                                                                    |
| Произвођач            |                                                                    |
| Тип                   | професионални рачунар                                              |
| Меморија              | 64 KB                                                              |
| Поријекло             | Аустралија                                                         |
| Година                | 1985                                                               |
| Тастатура             | стил писаће машине, 60 тастера                                     |
| Процесор              |                                                                    |
| Фреквенција процесора | 3,375                                                              |
| RAM                   | 64 KB                                                              |
| ROM                   | 4 BIOS + 4 дискетни контролер                                      |
| Текст                 | 64 x 16 (Microbee BASIC) - 80 x 24 (CP/M)                          |
| Графика               | 128 x 48, 512 x 256 тачака                                         |
| Боја                  | црно и бијело                                                      |
| Звук                  | уграђени звучник, један канал, 2 октаве                            |
| Димензије             | 35,5 (ширина) x 23 (дубина) x 5,5 (висина) / 1,5 (главна јединица) |
| Портови               |                                                                    |
| Оперативни систем     |                                                                    |